# Roy Orbison

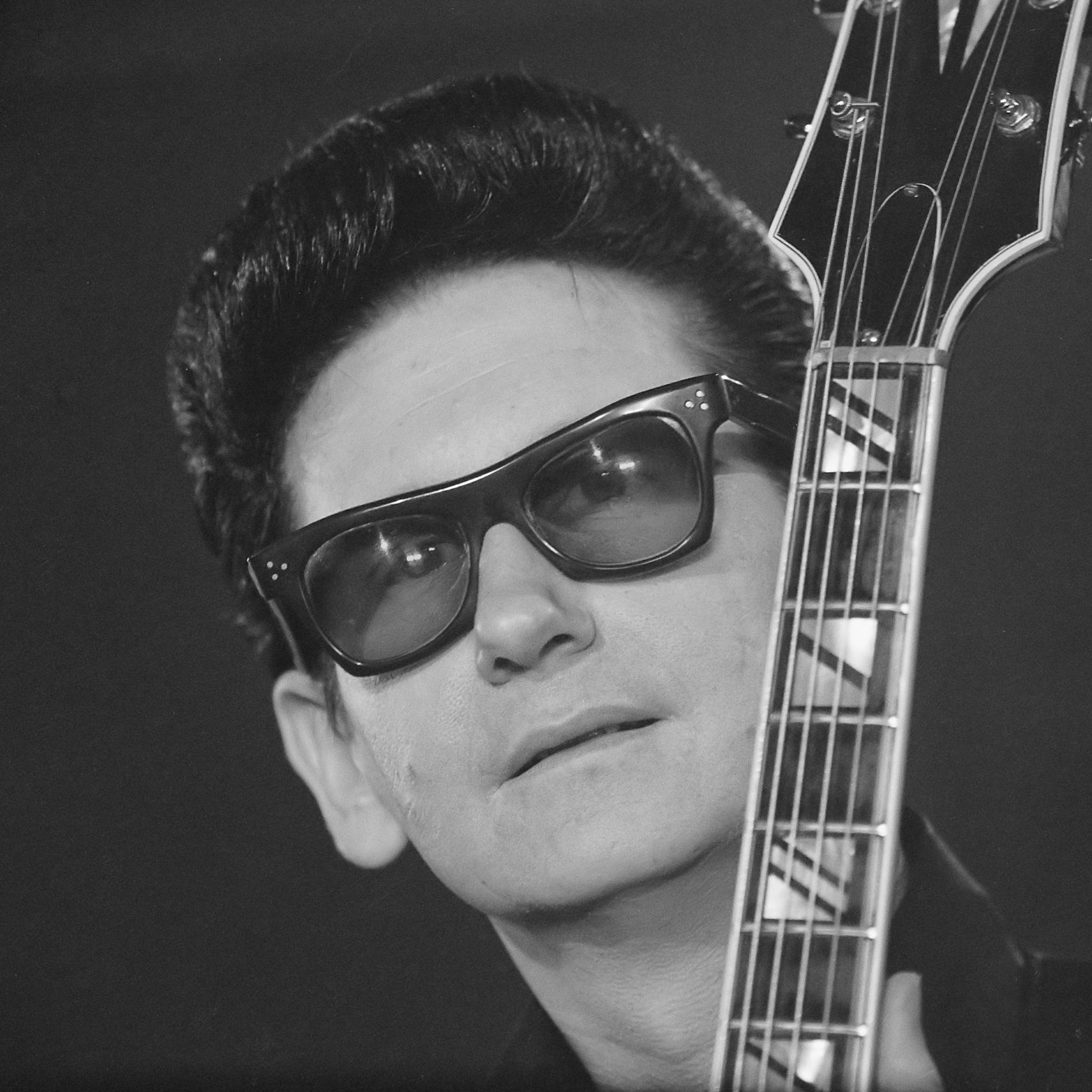
Roy Orbison, 1965

Roy Kelton Orbison (* 23. April 1936 in Vernon, Texas; † 6. Dezember 1988 in Hendersonville, Tennessee) war ein US-amerikanischer Pop-, Country- und Rock-Sänger sowie Songwriter. In den 1960er Jahren konnte er mit Songs wie Oh, Pretty Woman, Only the Lonely, Crying und In Dreams zahlreiche Hits verbuchen. Seine Markenzeichen waren seine drei Oktaven umfassende Stimme, die kraftvolle, ausdrucksstarke, vibrierende hohe Töne erzeugen konnte, seine Sonnenbrille sowie auch seine düsteren Balladen. In den Jahren vor seinem Tod gelang Orbison ein vielbeachtetes Comeback.

## Kindheit und Jugend
Orbison war der Sohn der Krankenschwester Nadine Vesta Shults (25. Juli 1913 – 28. Mai 1992) und des Automechanikers Orbie Lee Orbison (1913–1984). Roy Orbison bekam seine erste Gitarre im Alter von sechs Jahren. Sein Vater Orbie brachte ihm das Spielen bei. 1942 zog die Familie nach Fort Worth, da Orbisons Vater dort eine Anstellung in einer Munitionsfabrik erhalten hatte. Mit seinem älteren Bruder Grady kehrte der junge Orbison 1944 in seinen Heimatort zurück, wo seine Großmutter noch lebte. Dort schrieb er auch seinen ersten Song A Vow of Love. 1945 gewann er einen Talentwettbewerb beim lokalen Radiosender KVWC und erhielt eine wöchentliche Samstagabend-Sendung.
Um 1953 hatte er dann seinen ersten öffentlichen Auftritt vor Publikum mit seiner Band „The Wink Westerners“. Er spielte auf einer Schulveranstaltung der „Wink High School“. 1954 machte er seinen Schulabschluss und wechselte zum „North Texas State College“, um Geologie zu studieren. Während er auf seinen ersten Auftritten nur Country-Musik spielte, nahm er jetzt auch Rockabilly- und Rock-’n’-Roll-Stücke in sein Programm auf.

## Karriere

### Anfänge als Rockabilly

Teen Kings – Ooby Dooby

Im Jahre 1955 reiste Orbison mit seiner Band nach Dallas, um dort den Titel Ooby Dooby, geschrieben von seinen beiden Studienkollegen Wade und Dick, bei Columbia Records vorzuspielen. Columbia gefiel der Titel, jedoch ließen sie Sid King and the Five Strings den Titel aufnehmen. Nachdem Orbison und seine Band in mehreren Radioshows aufgetreten waren, benannten sie sich in „The Teen Kings“ um. Sie bestanden neben Orbison (Gesang/Gitarre) aus James Morrow (Mandoline), Jack Kennelly (Bass/Fiddle) und Billy Pat Ellis (Schlagzeug). Mit finanzieller Hilfe gelang es ihnen, den am 4. März 1956 im Tonstudio von Norman Petty aufgenommenen Titel zusammen mit Trying to Get to You bei Weldon Rogers’ Plattenlabel Je-Wel Records am 19. März 1956 zu veröffentlichen. Der Vertrag wurde kurz nach Erscheinen der Single jedoch wieder annulliert, da Orbison noch minderjährig war und es der Unterschrift seiner Eltern bedurft hätte. Sam Phillips, Eigentümer von Sun Records, hörte jedoch die Platte und bot Orbison einen Plattenvertrag an, den Orbison unterschrieb. Am 27. März 1956 entstand von Roy Orbison dann im Sun-Records-Tonstudio ein Remake von Ooby Dooby, das mit Go Go Go auf Sun #242 am 1. Mai 1956 veröffentlicht und anschließend 350.000 Mal verkauft wurde.

Roy Orbison – Ooby Dooby

Der Titel kam lediglich bis auf Platz 59 der nationalen Hitparade. Um an den Erfolg anknüpfen zu können, unternahm Orbison zusammen mit Johnny Cash, Carl Perkins, Warren Smith, Sonny Burgess und Faron Young eine Tournee, bei der sie bis nach Kanada kamen. Im September desselben Jahres nahmen sie ihre zweite Single auf: You’re My Baby, ein Stück, das von Johnny Cash geschrieben wurde, und den Titel Rockhouse, der von Orbison und Harold Jenkins, besser bekannt unter dem Namen Conway Twitty, stammte. Orbisons Erfolg bei Sun Records war sehr begrenzt, weil er sich mit dem Labelchef Phillips weder über das zu verwendende Songmaterial noch über die Stilrichtung seiner Musik einigen konnte. Bis 1958 war Orbison bei Sun unter Vertrag, danach wechselte er zu RCA Records, wo auch Elvis Presley unter Vertrag war. Er veröffentlichte zwei Singles. Als diese erfolglos blieben, wurde der Vertrag nicht verlängert.
Inzwischen hatte Roy Orbison für seine Frau Claudette ein Lied geschrieben, das er den Everly Brothers bei einer Auftrittspause vorsang. Den Brüdern gefiel das Lied, und sie nahmen Claudette auf. Das Lied erschien auf der B-Seite der Erfolgssingle All I Have to Do Is Dream und sicherte Orbison einige Tantiemen. Jerry Lee Lewis nahm ebenfalls im Jahre 1958 Orbisons Down the Line auf, das Lied wurde auf der B-Seite seines Hits Breathless veröffentlicht. Fast schien es, als ob Orbison als Songschreiber sein Leben fristen müsste, als er schließlich 1959 beim Independent-Label Monument Records von Fred Foster unterzeichnete. Dieser erkannte das Potential des jungen Sängers, und schon die zweite Single Uptown kam in die Hitparade, wenn auch nur bis Platz 72.

### Die 1960er Jahre

Roy Orbison – Only the Lonely (Know the Way I Feel)

Bei Monument Records gelang Orbison 1960 mit Only the Lonely (Know the Way I Feel) der nationale und internationale Durchbruch. Seine Singles, die er meistens allein oder mit seinen Co-Autoren Bill Dees und Joe Melson schrieb, wurden nicht nur in den USA, sondern auch in Deutschland, Frankreich und Großbritannien veröffentlicht. Mit Rock-, Pop- und Country-Titeln erreichte er Spitzenpositionen der Charts und avancierte zu einem internationalen Star.
Die Lieder aus dieser Zeit beruhen auf seinem Tenor und Falsett, die er zu einer gewissen Dramatik zu kombinieren wusste. Ein besonderes Charakteristikum seines Gesangs wurde ein etwa einen Takt langes Rollendes R, vergleichbar mit dem Knurren eines Hundes, das er markant in zwei seiner Lieder (Oh Pretty Woman und Mean Woman Blues) unterbrachte. Tony King von Decca Records beschrieb Orbison, dass er bei seinen Auftritten da stand und sang, ohne einen Schritt nach links oder rechts zu tun. „Und das genau war das Beeindruckende an ihm, einfach dazustehen und seine Stimme die Arbeit machen zu lassen.“ Mit minimalen Mundbewegungen habe Orbison „unglaubliche Töne“ hervorgebracht.
Im Jahr 1962 trat Roy Orbison das erste Mal in Großbritannien auf, 1963 tourte er dort mit den Beatles und Gerry and The Pacemakers. Im Flugzeug vergaß der stark fehlsichtige Orbison seine Brille und musste am Abend notgedrungen mit seiner (ebenfalls mit Gläsern in passender Stärke versehenen) Sonnenbrille auftreten. Die Bilder der Tour gingen um die Welt, und von nun an trat Orbison nur noch mit der dunklen Brille auf. Ohne Brille sieht man ihn später nur auf wenigen Fotos und im Film The Fastest Guitar.
Er tourte 1965 mit den Rolling Stones durch Australien. Mick Jagger und Keith Richards inspirierte das Gitarrenintro von Pretty Woman dazu, ein ähnliches Intro für ihren Hit (I Can’t Get No) Satisfaction zu komponieren.
Der deutsche Schlagersänger Roy Black übernahm um diese Zeit den Vornamen seines Vorbildes Roy für seinen Künstlernamen, später nahm Black deutsche Versionen von Orbisons Only the Lonely und California Blue auf. Zur Tourband der frühen 1960er Jahre gehörte auch Bobby Goldsboro, der ab 1963 eigene Hits hatte und erfolgreich eine Solokarriere startete.
Nach den Erfolgssingles Only the Lonely, Running Scared, Crying, In Dreams, Blue Bayou und seinem größten Hit Pretty Woman, der 1964 erschien, wurde Orbison von privaten Schicksalsschlägen heimgesucht. Seine Frau Claudette starb 1966 bei einem Motorradunfall. Zwei seiner drei Söhne, Roy jr. (* 1958) und Anthony (* 1962), starben am 14. September 1968 bei einem Brand seines Landhauses. Der dritte Sohn Wesley (* 1965) konnte von Orbisons Eltern in letzter Sekunde gerettet werden.
Am 25. März 1969 heiratete Orbison in zweiter Ehe die Deutsche Barbara Anne Marie Wellhöner Jakobs (* 10. Januar 1950 in Bielefeld; † 6. Dezember 2011 in Los Angeles), die er im Sommer 1968 in England kennengelernt hatte. Aus dieser Verbindung stammen die Söhne Roy Kelton Orbison Jr. (* 18. Oktober 1970) und Alex Orbison (* 1975).
Die Single Pretty Woman war für lange Zeit Orbisons letzter weltweiter Hit und auch der letzte große Erfolg beim Plattenlabel Monument Records. Ein Eine-Million-Dollar-Vertrag lockte ihn 1965 zu dem Majorlabel MGM, das ihm einen Spielfilm (The Fastest Guitar) und diverse Fernsehauftritte garantierte. Die Klangqualität und die Qualität der Musikproduktion der Monument-Aufnahmen wurde jedoch bei MGM nur selten erreicht, außerdem war er vertraglich verpflichtet, eine bestimmte Anzahl Lieder zu produzieren, worunter deren Qualität litt. Obwohl Roy Orbison auch weiterhin gute Songs schrieb, blieben die großen Erfolge aus.

### Die 1970er Jahre

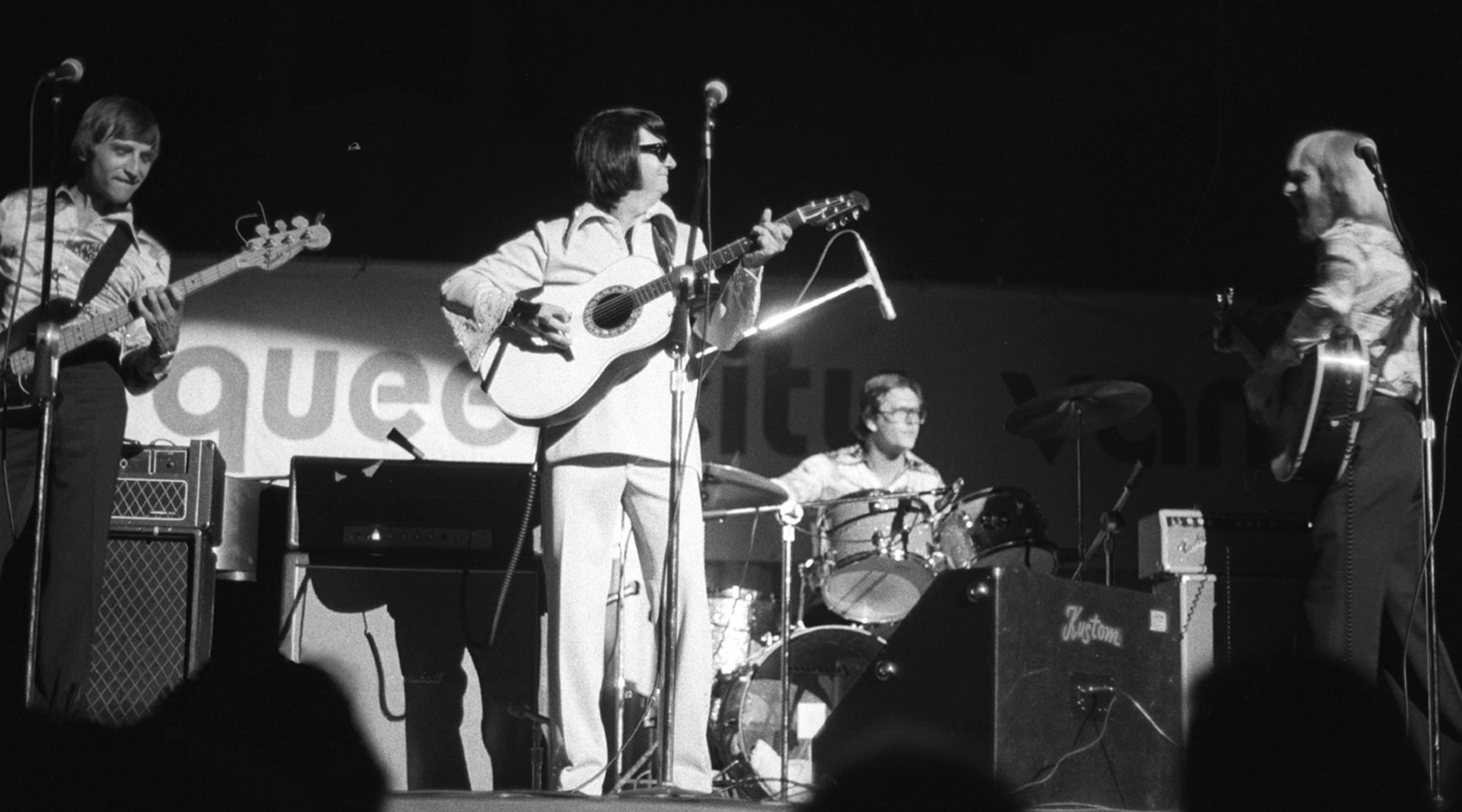
Roy Orbison 1976

1973 endete der Vertrag bei MGM, in der Folge unterschrieb er bei Mercury Records und veröffentlicht drei Singles und das Album I’m Still in Love with You. Auch hier blieb der Erfolg aus, 1976 stand er für kurze Zeit wieder bei Monument unter Vertrag, Ergebnis war das Album Regeneration.
Inzwischen nahm Linda Ronstadt eine Coverversion von Orbisons Blue Bayou auf und kam damit 1977 auf Platz 3 der US-Charts. Die Plattenfirma von Ronstadt nahm daraufhin mit Roy Orbison das erfolglose Disco-Album Laminar Flow auf. Erfolgreiche Coverversionen veröffentlichten in der Folge auch Paola Felix 1978 mit Blue Bayou (auf Deutsch), Don McLean 1980 mit Crying und Van Halen 1982 mit Oh, Pretty Woman.
Bei einem Konzert Elvis Presleys Ende 1976 saß Orbison im Publikum. Presley stellte ihn den anderen Zuschauern als „…the greatest singer in the world“ vor. 1978 nahm Orbison die Filmmusik für A Living Legend auf, einen Film über das Leben von Elvis Presley. Der Film lief nur kurze Zeit in wenigen Kinos in den USA.

### Die 1980er Jahre
1980 gelang Orbison im Duett mit Emmylou Harris ein Country-Hit mit That Lovin’ You Feeling Again, für das beste Duett erhielten die Interpreten einen Grammy.
Ebenfalls 1980 absolvierte Orbison seinen einzigen Auftritt im damaligen Ostblock in Bulgarien. Bei diesem im bulgarischen Fernsehen übertragenen Liveauftritt wurde er von einem kompletten Orchester begleitet.

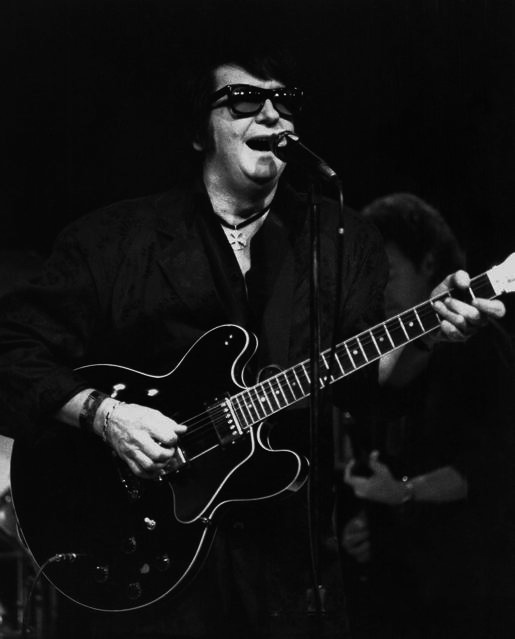
Roy Orbison, 1987

1985, seine Frau Barbara war inzwischen seine Managerin, wurde eine Neuaufnahme des 1963er Hits In Dreams in David Lynchs Film Blue Velvet populär, im selben Jahr kamen in den Räumen der Sun Studios in Memphis Orbison, Johnny Cash, Jerry Lee Lewis und Carl Perkins zusammen, um gemeinsam die Platte Class of ’55 aufzunehmen.
1987 nahm Orbison bei Virgin Records seine alten Hits neu auf, da diese nach der Insolvenz von Monument Records Anfang der 1980er Jahre für seine Fans nicht mehr erhältlich gewesen waren. In jenem Jahr trat er u. a. mit Elvis Costello, Bruce Springsteen und James Burton im Fernseh-Special Roy Orbison and Friends auf, aus dem das Live-Video Black and White Night hervorging.
Ebenfalls 1987 wurde Orbison in die „Rock and Roll Hall of Fame“ aufgenommen, die Laudatio hielt Bruce Springsteen.
Ende 1988 feierte er mit der Single You Got It ein Comeback, zudem tat er sich mit Bob Dylan, George Harrison, Jeff Lynne und Tom Petty zu der Supergroup Traveling Wilburys zusammen, deren Album Traveling Wilburys Vol. 1 sich millionenfach verkaufte.
Diesen Erfolg erlebte Roy Orbison nicht mehr. Bereits seit jungen Jahren litt er an Herzproblemen und musste sich Ende der 1970er Jahre einer Bypassoperation unterziehen. Er starb am 6. Dezember 1988 an einem Herzinfarkt, noch vor Veröffentlichung des Albums Mystery Girl im Februar 1989. Die Beisetzung fand auf dem Westwood Village Memorial Park Cemetery in Los Angeles, Kalifornien statt.

## Nach seinem Tod
In den folgenden Jahren wurden von Orbison Records regelmäßig Kompilationen und reproduzierte Alben herausgegeben. 1992 erschien posthum das Album King of Hearts, das unter Federführung von Barbara Orbison aus Demos und bereits fertigen Masterspuren zusammenstellt wurde und dessen Songs u. a. T-Bone Burnett, Jeff Lynne, Don Was und Robbie Robertson produzierten. 1990 erhielt er posthum einen Grammy für Pretty Woman. Der Song war die Titelmusik für den gleichnamigen Kinofilm Pretty Woman 1990, 2004 diente Orbisons Blue Bayou als Filmmusik im Spielfilm Dreamcatcher. Überraschend tauchte 2015 bei Orbisons Söhnen ein 1969 aufgenommenes, komplettes und verschollen geglaubtes Album auf, das mit viel Aufwand digital gerettet werden konnte und im Dezember 2015 unter dem Namen One of the Lonely Ones erschien. Orbison geriet 1969 mit MGM in Streit, weil diese das Album nicht veröffentlichten und eine Zeit lang die Zahlungen von Orbisons Plattenverkäufen einbehielten.
Das Magazin Rolling Stone wählte ihn auf Platz 37 der größten Musiker sowie Platz 13 der größten Sänger aller Zeiten.
Mehr als 20 Jahre nach seinem Tod wurde Roy Orbison im Januar 2010 mit einem Stern auf dem Hollywood Walk of Fame geehrt. Seine Witwe Barbara Orbison starb am 6. Dezember 2011, dem 23. Todestag von Roy Orbison, an Krebs.

## Diskografie
Studioalben

| Jahr | Titel                              | Höchstplatzierung, Gesamtwochen, AuszeichnungChartplatzierungen (Jahr, Titel, Platzierungen, Wochen, Auszeichnungen, Anmerkungen) | Höchstplatzierung, Gesamtwochen, AuszeichnungChartplatzierungen (Jahr, Titel, Platzierungen, Wochen, Auszeichnungen, Anmerkungen) | Höchstplatzierung, Gesamtwochen, AuszeichnungChartplatzierungen (Jahr, Titel, Platzierungen, Wochen, Auszeichnungen, Anmerkungen) | Höchstplatzierung, Gesamtwochen, AuszeichnungChartplatzierungen (Jahr, Titel, Platzierungen, Wochen, Auszeichnungen, Anmerkungen) | Höchstplatzierung, Gesamtwochen, AuszeichnungChartplatzierungen (Jahr, Titel, Platzierungen, Wochen, Auszeichnungen, Anmerkungen) | Anmerkungen                                                                                              |
| Jahr | Titel                              | DE | AT | CH | UK | US | Anmerkungen                                                                                              |
| ---- | ---------------------------------- | --- | --- | --- | --- | --- | --- |
| 1961 | Lonely and Blue                    | — | — | — | UK14 (8 Wo.)UK | — | Erstveröffentlichung: 1961 Produzent: Fred Foster                                                        |
| 1962 | Crying                             | — | — | — | UK17 (3 Wo.)UK | US21 (31 Wo.)US | Erstveröffentlichung: 1962 Produzent: Fred Foster                                                        |
| 1963 | In Dreams                          | — | — | — | UK6 (58 Wo.)UK | US35 (38 Wo.)US | Erstveröffentlichung: Juli 1963 Produzent: Fred Foster                                                   |
| 1964 | The Exciting Sounds of Roy Orbison | — | — | — | UK17 (2 Wo.)UK | — | Erstveröffentlichung: Juli 1964 UK-Version des Albums At the Rock House von 1961 Produzent: Sam Phillips |
| 1964 | Oh, Pretty Woman                   | — | — | — | UK5 (16 Wo.)UK | — | Erstveröffentlichung: November 1964                                                                      |
| 1965 | There Is Only One                  | — | — | — | UK10 (12 Wo.)UK | US55 (17 Wo.)US | Erstveröffentlichung: Juli 1965 Produzenten: Wesley Rose, Jim Vienneau                                   |
| 1965 | Orbisongs                          | — | — | — | UK40 (1 Wo.)UK | US136 (11 Wo.)US | Erstveröffentlichung: Oktober 1965 Charteintritt in UK erst im Juli 1967 Produzent: Fred Foster          |
| 1966 | The Orbison Way                    | — | — | — | UK11 (10 Wo.)UK | US128 (3 Wo.)US | Erstveröffentlichung: Januar 1966 Produzenten: Wesley Rose, Jim Vienneau                                 |
| 1966 | The Classic Roy Orbison            | — | — | — | UK12 (8 Wo.)UK | — | Erstveröffentlichung: Juli 1966 Produzenten: Wesley Rose, Jim Vienneau                                   |
| 1989 | Mystery Girl                       | DE4 Gold · (50 Wo.)DE | AT4 (16 Wo.)AT | CH3 Gold · (14 Wo.)CH | UK2 Platin · (24 Wo.)UK | US5 Platin · (28 Wo.)US | Erstveröffentlichung: 30. Januar 1989 Executive Producer: Barbara Orbison                                |
| 1992 | King of Hearts                     | — | — | — | UK23 (4 Wo.)UK | US179 (2 Wo.)US | Erstveröffentlichung: Oktober 1992 Executive Producer: Barbara Orbison                                   |

grau schraffiert: keine Chartdaten aus diesem Jahr verfügbar
Weitere Studioalben
- 1961: At the Rock House
- 1962: Orbiting With (Splitalbum mit Bristow Hopper)
- 1967: Roy Orbison Sings Don Gibson
- 1967: The Fastest Guitar Alive
- 1967: Cry Softly Lonely One
- 1969: Roy Orbison’s Many Moods
- 1969: The Original Sound
- 1970: Hank Williams the Roy Orbison Way
- 1970: The Big O
- 1972: Roy Orbison Sings
- 1972: Memphis
- 1973: Milestones
- 1976: I’m Still in Love with You
- 1977: Regeneration
- 1979: Laminar Flow
- 1981: My Spell on You
- 1986: Class of ’55 (mit Johnny Cash, Jerry Lee Lewis und Carl Perkins) – Grammy (Beste gesprochene oder Nicht-Musik-Aufnahme), für die enthaltenen Interviews
- 1987: Only the Lonely
- 2015: One of the Lonely Ones